# Potencja seksualna
Potencja seksualna ma w seksuologii dwa znaczenia:
Jest to zdolność (organizmu) do reakcji seksualnych, mierzona częstotliwością reakcji seksualnych w jednostce czasu.
Na ogół mężczyźni odznaczają się większą potencją do genitalnych reakcji seksualnych, aczkolwiek niewielki odsetek kobiet jest zdolny do przeżywania wielokrotnego orgazmu. Z badań Kinseya wynika, że 15% mężczyzn około 20 roku życia jest zdolnych do odbywania stosunku, w krótkim odstępie czasu.
Potencja może być również wyrazem sprawności seksualnej, czyli zdolności do spełniania określonych funkcji, zachowań i odczuć seksualnych. Jest to zdolność do rozpoczęcia, utrzymania i doprowadzenia do końca satysfakcjonującego stosunku płciowego. W szerszym znaczeniu obejmuje zdolność osiągania satysfakcji, dostarczania jej partnerowi oraz zdolność do zapłodnienia.
Zaburzenia potencji mogą przejawiać się w niezdolności do:
- wystąpienia podniecenia seksualnego;
- wystąpienia reakcji narządów płciowych (brak erekcji lub gotowości seksualnej);
- sprawnego odbycia spółkowania (zaburzenia wytrysku, dyspareunia, pochwica);
- osiągnięcia orgazmu (anorgazmia, wytrysk późny, anhedonia seksualna).

Potencja seksualna jest istotnym komponentem pewności siebie u mężczyzn.